# Upsilon Phoenicis
Upsilon Phoenicis (υ Phoenicis) é uma estrela binária na constelação de Phoenix. Tem uma magnitude aparente visual combinada de 5,23, sendo visível a olho nu em boas condições de visualização. Com base em medições de paralaxe pela sonda Gaia, está localizada a uma distância de aproximadamente 200 anos-luz (62 parsecs) da Terra.
Esta é uma binária visual consistindo de duas estrelas, υ Phoenicis A e υ Phoenicis B, com magnitudes aparentes de 5,51 e 6,85 e um tipo espectral composto de A3IV. Individualmente, as estrelas já foram classificadas como anãs de tipos espectrais A1 e F1. A órbita do par tem um período de 28,36 anos, semieixo maior de 0,2396 segundos de arco e uma excentricidade de 0,424. A partir da terceira lei de Kepler, uma massa dinâmica de 3,16 ± 0,34 M☉ foi calculada para o sistema. Esse valor é um pouco menor que a previsão teórica para a massa total, baseada na luminosidade das estrelas, de 3,45 M☉.
O componente mais brilhante, υ Phoenicis A, é uma estrela de classe A com uma massa de cerca de 1,75 vezes a massa solar e e uma idade mais provável de aproximadamente 400 milhões de anos. Tem um raio de 1,6 vezes o raio solar e está brilhando com 21 vezes a luminosidade solar, a uma temperatura efetiva de 8 300 K. Está girando rapidamente com uma velocidade de rotação projetada de 151 km/s.
| Período                    | 28,36 ± 0,04 anos |
| Semieixo maior             | 0,2396 ± 0,0005"  |
| Inclinação                 | 65,3 ± 0,3°       |
| Longitude do nó ascendente | 142,7 ± 0,3°      |
| Excentricidade             | 0,424 ± 0,002     |
| Argumento do periastro     | 333,9+0,4 −0,3°   |
| Massa do sistema           | 3,16 ± 0,34 M☉    |